# ナーシルッディーン・ムハンマド・シャー
ナーシルッディーン・ムハンマド・シャー（Nasir ud din Muhammad Shah, 生年不詳 - 1394年）は、インド北部を支配したトゥグルク朝の第6代君主（在位：1390年 - 1394年）。父は第3代君主のフィールーズ・シャー・トゥグルク。

## 生涯
1384年、父フィールーズ・シャー・トゥグルクはその治世の晩年に病に倒れ、その息子ナーシルッディーン・ムハンマドと宰相ハーニ・ジャハーン2世が権力を争い、1387年にハーニ・ジャハーン2世を殺害した。
こうした混乱の中、1388年9月にフィールーズ・シャー・トゥグルクは死亡し、その曾孫ギヤースッディーン・トゥグルク2世があとを継いだ。しかし、1389年にギヤースッディーン・トゥグルク2世は暗殺され、その叔父アブー・バクル・シャーが新たな王となった。
ムハンマドは軍司令官やその部隊の支持を得、地方の大部分を制圧し、祖父フィールーズ・シャーの奴隷の支持を得、戦象を支配下に置いていたアブー・バクル・シャーに対抗しようとした。同年9月になると、ムハンマドは部下に父の奴隷は見つけ次第皆殺しにせよと命令した。
しかし、1390年にアブー・バクル・シャーを支持していた奴隷が二派に分裂、一方はムハンマドをデリーに招いた。アブー・バクル・シャーはデリーから逃亡、ムハンマドはデリーに入城し、ナーシルッディーン・ムハンマド・シャーとして王座に就いた。
1394年、ムハンマド・シャーは死去し、アラー・ウッディーン・シカンダル・シャーが継いだ。だが、同年にシカンダル・シャーも死亡し、間もなく宮廷勢力が2派に分かれ、それぞれ傀儡を擁立して抗争を始めた。